# 新波士頓 (伊利諾伊州)
新波士頓（英語：New Boston）是位於美國伊利諾伊州默瑟縣的一個村落。

## 地理
新波士頓的座標為41°10′10″N 90°59′48″W / 41.16944°N 90.99667°W，而該地最高點為海拔高度174米（即571英尺）。

## 人口
根據2010年美國人口普查的數據，新波士頓的面積為3.61平方千米，當中陸地面積為2.41平方千米，而水域面積為1.20平方千米。當地共有人口683人，而人口密度為每平方千米189人。